# Attilio Brugnoli
Attilio Brugnoli, né le 7 septembre 1880 à Rome et mort le 10 juillet 1937 à Bolzano, est un compositeur italien.

## Biographie
Attilio Brugnoli étudie le piano et la composition au Conservatoire de Naples avec Paolo Serrao. Il remporte le prix Rubinstein à Paris en 1905 et enseigne à partir de 1907 et jusqu'en 1921 au Conservatoire de Parme et de 1921 à 1937 au Conservatoire de Florence.
Il a composé un concerto pour piano (1905), un concerto pour violon (1908), la suite Scène napolitane pour piano (1909), plusieurs mélodies et des pièces pour piano.
Il est aussi l'auteur de l'ouvrage pédagogique Dinamica pianistica (Milan, 1926).

### Dictionnaires et encyclopédies
- Theodore Baker et Alain Pâris (trad. Marie-Stella Pâris), Dictionnaire biographique des musiciens, R. Laffont, 1995 (ISBN 2-221-90103-7, 978-2-221-90103-8 et 2-221-06510-7, OCLC 896013421, lire en ligne)